# IBeam Music Studio
Das IBeam Music Studio (auch kurz I-Beam) ist ein Musik-Veranstaltungsort in Brooklyn.
IBeam wurde 2008 von Brian Drye als ein von New Yorker Musikern betriebener Proberaum und Veranstaltungsort für Jazz, experimentelle und improvisierte Musik gegründet. Er befindet sich im Brooklyner Gowanus-Viertel (168 7th Street). Dort entstanden u. a. Mitschnitte der Auftritte von Nate Wooley, Peter Evans und Travis Laplante sowie Teile von Dolphy’s Hat des Primitive Arkestra Live unter Leitung von David Haney. Im Januar 2015 fand dort das New York Tenor Saxophone Festival statt, das von JazzRightNow.com kuratiert wird, mit Auftritten u. a. von Mike Pride, Ingrid Laubrock, Nate Wooley, Tony Malaby, Ken Filiano, Reggie Nicholson und Anna Webber. Das IBeam gehört zu der nach Ansicht der New York Times in den 2010er-Jahren anwachsenden Gruppe Brooklyner Veranstaltungsorte in Musikerhand, wie die in der Nähe befindlichen ShapeShifter Lab und Douglass Street Music Collective.

## Diskographische Hinweise
- Nate Wooley Trumpet / Amplifier (Smeraldina-Rima, 2010)
- Peter Evans / Nate Wooley: High Society (Carrier Records, 2011)
- Travis Laplante / Trevor Dunn / Ches Smith: Ancestral Instrument (NNA Tapes, 2014)
- Mette Rasmussen, Chris Corsano: All the Ghosts at Once (Relative Pitch Records, 2015)
- Thomas Borgmann Trio: One for Cisco (NoBusiness Records, 2016)